# سیارک ۲۲۹۰۶
سیارک ۲۲۹۰۶ (به انگلیسی: 22906 Lisauckis، نامگذاری:1999TQ25) بیست و دو هزار و نهصد و ششمین سیارک کشف شده‌است که در ۳ اکتبر ۱۹۹۹ کشف شد.
قدر مطلق سیارک برابر ۱۳.۵ است.